# Sunjo
Sunjo (koreanisch: 순조) (* 29. Juli 1790 in Hanseong, Joseon; † 13. Dezember 1834 ebenda) war während seiner Regierungszeit von 1800 bis 1834 der 23. König der Joseon-Dynastie (조선 왕조) (1392–1910) in Korea.

## Leben
Yi Hong (이홍), wie König Sunjo zu seiner Geburt genannt wurde, war der zweite Sohn von König Jeongjo (정조) und Sohn seiner Konkubine Su des Bannam Park Klans. Yi Hong war zehn Jahre alt, als sein Vater im Jahr 1800 starb und er zum König gekrönt wurde. Königin Jeongsun (정순), zweite Frau von König Yeongjo (영조), der 1776 verstorben war, übernahm derweil die Regierungsmacht. Sie war dafür verantwortlich, dass im Jahr 1801 Christen in Joseon verfolgt und zahlreiche katholische Priester getötet wurden. Die Verfolgung hörte auf, als die Familie des Kim-Klans aus Andong (안동), aus dem König Sunjos Frau, Königin Sunwon (순원)entstammte, Macht und Einfluss am Hofe erhielt. Vor allem Sunjos Schwiegervater Kim Sosun (김소순) gewann einen derartigen politischen Einfluss, dass er während seiner 30-jährigen politischen Tätigkeit zahlreiche enge Verwandte in zentrale Position der Regierung unterbringen konnte. Damit ging der Einfluss der Beamten der Yangban (양반), die bis dahin als Oberschicht Einfluss auf die Regierung und Verwaltung hatte, zunehmend zurück. Als Resultat  der politischen Verflechtungen mit dem Kim-Familien-Klan breitete sich die Korruption in Joseon aus, der der König wenig entgegenzusetzen hatte.
König Sunjo starb 1834 und wurde im königlichen Grabmal Illeung beigesetzt, das 1855 nach Sungangwon, nordöstlich von Seoul, verlegt wurde und acht Jahre später noch einmal innerhalb des Ortes unter Feng-Shui-Gesichtspunkten einen neuen Platz bekam.
Von Sejons dritter Tochter, Prinzessin Deokon (덕온), sind 68 Schriftstücke überliefert, die zeigen, dass das Verfassen von Schriften in Hangeul (한글) in der königlichen Familie jener Tage sehr verbreitet war.